# Дирк VI
Дирк (Дитрих) VI (нидерл. Dirk VI, нем. Dietrich VI.; ок. 1110 — 6 августа 1157) — граф Западной Фрисландии (Голландии) с 1121 года, старший сын графа Флориса II Толстого и Гертруды (Петронеллы) Лотарингской. 

## Биография
После смерти графа Флориса II осталось два малолетних сына — Дирк VI, унаследовавший титул графа Голландии, и Флорис Чёрный. Опекуншей стала их мать, дочь Тьерри (Дитриха) II Храброго, герцога Верхней Лотарингии. 
Законным графом был Дирк, однако в 1129 году Флорис Чёрный при поддержке матери восстал против брата, получив при этом поддержку западных фризов и признание за собой графского титула со стороны короля Германии Лотаря III и епископа Утрехта Андреаса ван Куйика. В 1131 году братья помирились, но вскоре Флорис опять восстал. Король Лотарь в августе 1132 года смог помирить братьев, затем было подавлено и восстание фризов. Но 26 октября того же года Флорис попал в засаду около Утрехта и был убит, после чего Дирк остался единовластным правителем. 
Позже Дирк благодаря браку с наследницей графства Бентхайм смог расширить свои владения. Кроме того, при Дирке VI усилилось влияние графов Голландии на Утрехтскую епархию. Дирк постоянно вмешивался в выборы новых епископов и поддерживал город в борьбе против прелата. 

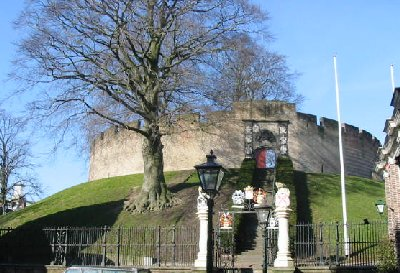
Лейденский замок, построенный при Дирке VI

В 1157 году Дирк предпринял паломничество в Святую землю, во время которого и умер. Его старший сын умер ребенком ещё при жизни отца, так что наследником стал второй сын, Флорис III. Следующий сын, Оттон, унаследовал владения матери, став родоначальником графов Бентхейма. Двое же младших сыновей избрали духовную карьеру и позже были епископами Утрехта.

## Семья
До 1137 года граф Дирк VI женился на Софии Сальм-Рейнек (ок. 1115/1120 — 26 сентября 1176, Иерусалим), наследнице графства Бентгейм, дочери Оттона I, графа Рейнек и пфальцграфа Рейнского, и Гертруды Нортхаймской. В браке родились:
- Дирк (ок. 1139 — 1151);
- Флорис III (ок. 1140 — 1 августа 1190, Антиохия), граф Голландии с 1157
- Оттон (ум. 1208/1209), унаследовал владения матери, родоначальник линии графов Бентхейма
- Бодуэн (ум. 28 апреля 1196), епископ Утрехта с 1178
- Дирк (ум. 28 августа 1197, Павия), епископ Утрехта с 1197
- София, аббатиса в Рийнсбурге;
- Гедвига (ум. 1167), монахиня аббатства Рийнсбург.